# Valenzana Calcio 2008-2009
Questa voce raccoglie le informazioni riguardanti la Valenzana Calcio nelle competizioni ufficiali della stagione 2008-2009.

## Rosa
| N. |                   | Ruolo | Calciatore          |
| -- | ----------------- | ----- | ------------------- |
|    | Italia (bandiera) | A     | Michel Alberti      |
|    | Italia (bandiera) | D     | Fabio Aliboni       |
|    | Italia (bandiera) | C     | Alessio Ambrogetti  |
|    | Italia (bandiera) | D     | Giuseppe Arvia      |
|    | Italia (bandiera) | D     | Niccolò Barabino    |
|    | Italia (bandiera) | P     | Alessandro Barberis |
|    | Italia (bandiera) | C     | Raffaele Biava      |
|    | Italia (bandiera) | C     | Antonio Brizzi      |
|    | Italia (bandiera) | D     | Nebil Caidi         |
|    | Italia (bandiera) | A     | Manuel Caponi       |
|    | Italia (bandiera) | A     | Roberto Chiara      |
|    | Italia (bandiera) | P     | Gianluca Di Gennaro |

| N. |                   | Ruolo | Calciatore           |
| -- | ----------------- | ----- | -------------------- |
|    | Italia (bandiera) | A     | Domenico Fumarolo    |
|    | Italia (bandiera) | D     | Danilo Fusaro        |
|    | Italia (bandiera) | A     | Gabio Gamma          |
|    | Italia (bandiera) | A     | Marco Gronchi        |
|    | Italia (bandiera) | C     | Andrea Moracchiato   |
|    | Italia (bandiera) | C     | Gianni Nicola Redomi |
|    | Italia (bandiera) | A     | Riccardo Riva        |
|    | Italia (bandiera) | C     | Simone Semboloni     |
|    | Italia (bandiera) | D     | Federico Vettori     |
|    | Italia (bandiera) | C     | Iacopo Zagaglioni    |
|    | Italia (bandiera) | A     | Andrea Zagnini       |